# Radar PESA
Un radar pasivo de barrido electrónico, también conocido como PESA (siglas en inglés de Pasive Electronically Scanned Array), es un radar de antenas en fase que dispone de una fuente de radiofrecuencia central, el cual envía la energía a través de módulos de cambio de fase, que a su vez envía la energía a varios elementos emisores en parte frontal de la antena. En cambio, en la contraparte activa al PESA, el radar AESA, cada uno de sus elementos contiene su propia fuente de radiofrecuencia.  Por tanto, un radar PESA es más sencillo de fabricar que un radar AESA.

## Radares PESA
- AN/MPQ-53
- AN/SPQ-11 Cobra Judy

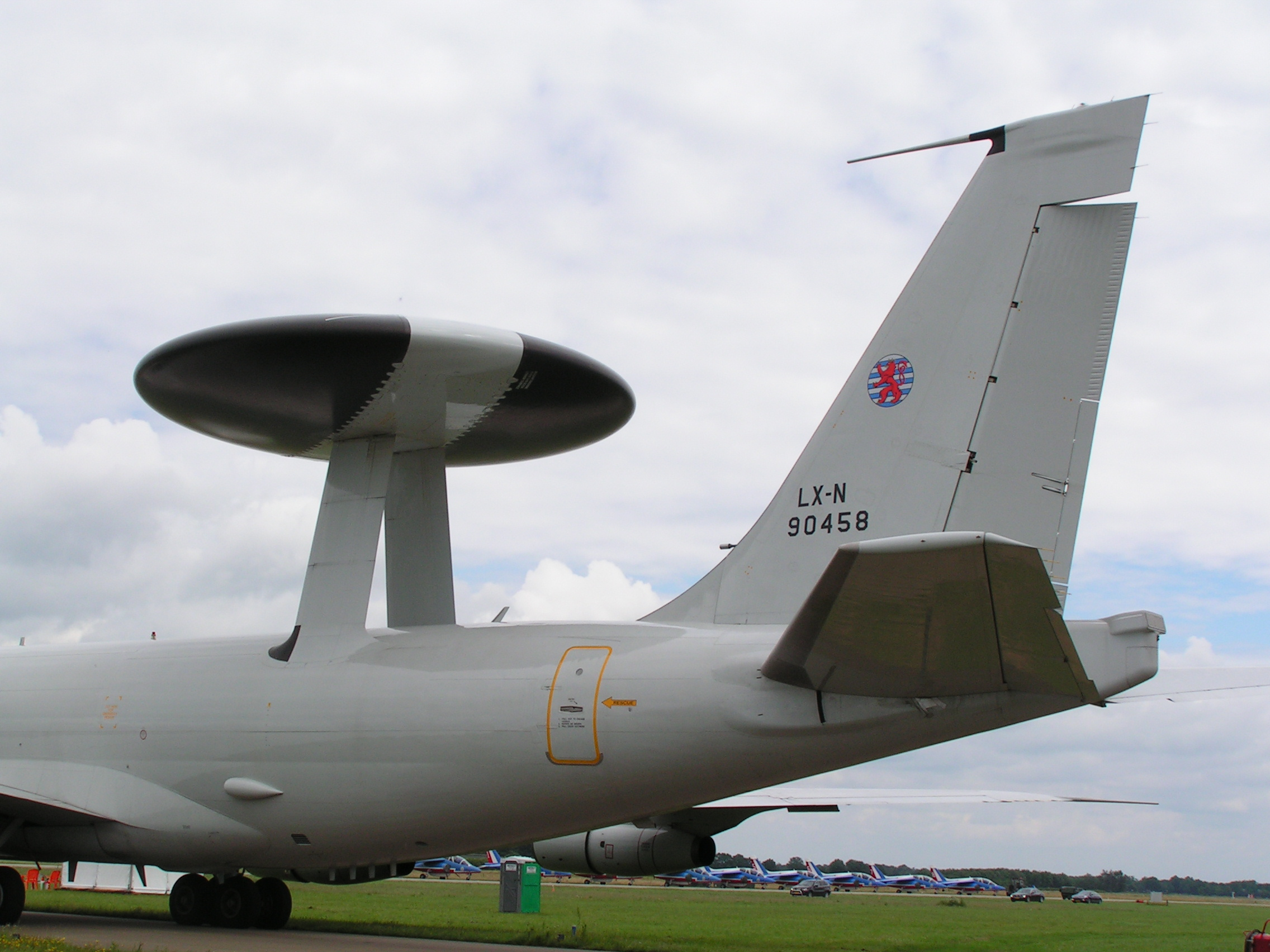
Radar AN/APY-1/2 de un E-3 Sentry.

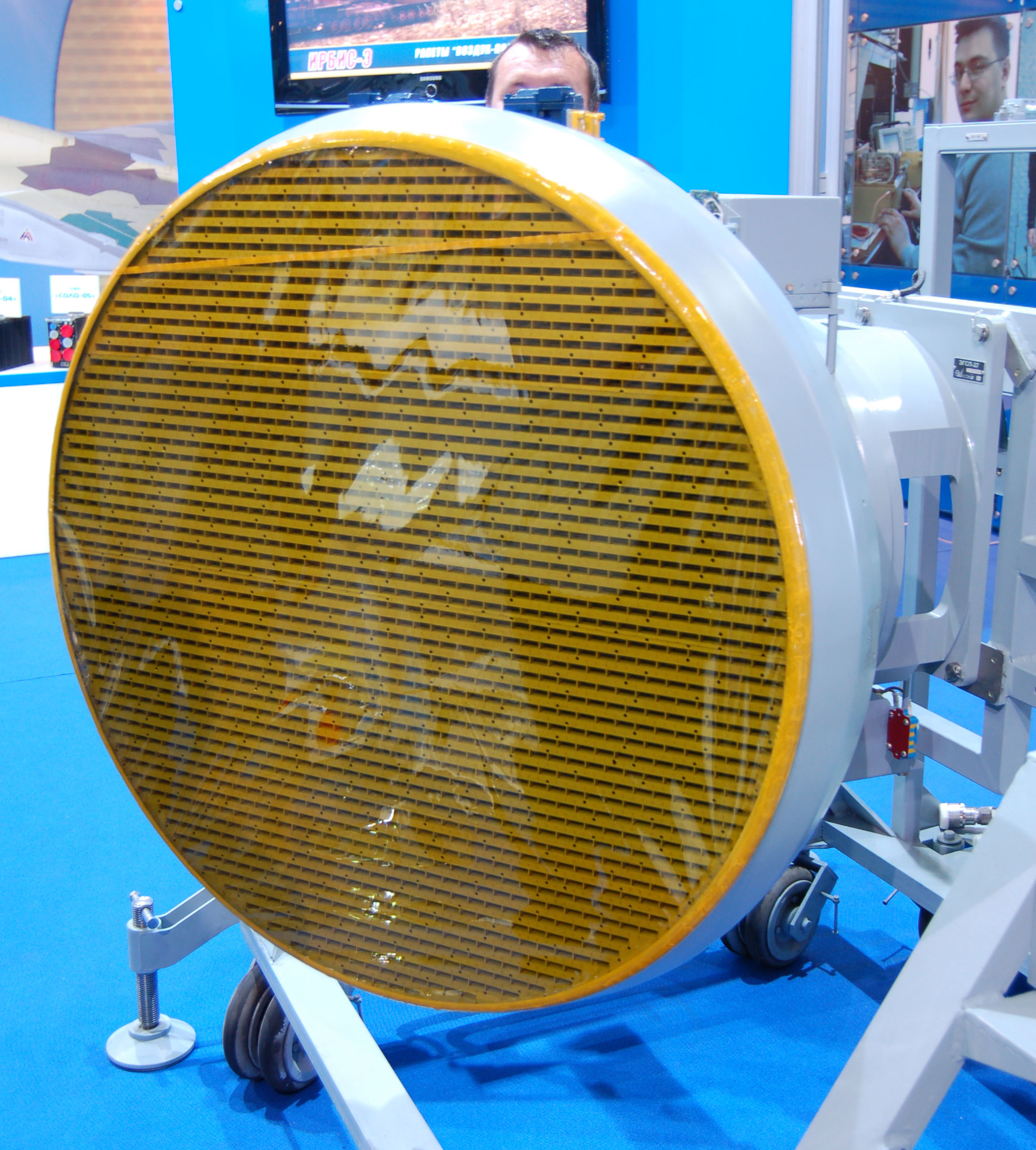
Radar Irbis E para el caza Su-35.

- AN/SPY-1 (Sistema de combate Aegis)
- AN/TPQ-36 y AN/TPQ-37
- AN/TPS-59
- AN/APY-1/2 (E-3 Sentry)
- AN/APQ-164 (B-1B Lancer)
- AN/APQ-181 (B-2 Spirit)
- Flap Lid y Tomb Stone de los sistemas de misiles S-300
- Rajendra Radar[2]
- Zaslon, primer radar PESA instalado en un caza (MiG-31)
- N035 Irbis (Su-35BM)
- RBE2 (Rafale)
- NIIP N011M Bars (SU-30MKI)
- Leninets V004 (Su-34)